# سقط جنین در ماداگاسکار
در ماداگاسکار، سقط جنین تحت هر شرایطی غیرقانونی است. قانون سقط جنین دریافت یا کمک به سقط جنین را با زندان یا جریمه مجازات می‌کند. این کشور یکی از معدود کشورهایی است که به‌طور کامل سقط جنین را ممنوع کرده است. سقط جنین از دوران استعمار فرانسه، تحت تأثیر نگرش‌هایی که افزایش تولدها را تشویق می‌کردند، غیرقانونی بوده است. در سال ۲۰۱۷، دولت پیشنهاد قانونی کردن سقط جنین درمانی را رد کرد. لایحه‌ای که اجازه سقط جنین در موارد تجاوز را می‌داد، توسط عضو پارلمان ماسی گولامالی در نوامبر ۲۰۲۱ پیشنهاد شد اما توسط پارلمان پس گرفته شد.
بیشتر مردم ماداگاسکار با قانونی کردن سقط جنین مخالفت می‌کنند. کلیساهایی که مخالف سقط جنین هستند بر سیاستمداران تأثیر می‌گذارند. سازمان‌های بین‌المللی خواستار قانونی کردن سقط جنین شده‌اند. گروه حقوق سقط جنین نیفین‌آکانگا پژوهش‌ها و اعتراضات را رهبری می‌کند. سقط جنین‌های غیرایمن در ماداگاسکار دلیل اصلی مرگ مادر هستند. برخی سقط جنین‌ها به‌صورت مخفیانه توسط پزشکان انجام می‌شوند. برخی زنان سقط جنین خودخواسته انجام می‌دهند یا به دنبال درمان‌های سنتی از مامایان سنتی هستند. ماداگاسکار استفاده کمی از وسایل جلوگیری از بارداری دارد.

## قانون‌گذاری
ماده ۳۱۷ قانون کیفری ماداگاسکار تصریح می‌کند که زنانی که سقط جنین انجام می‌دهند ممکن است به ۶ ماه تا ۲ سال زندان یا جریمه‌ای معادل ۲ میلیون اریاری محکوم شوند. همچنین افراد کمک‌کننده به سقط جنین ممکن است به ۱ تا ۵ سال زندان و جریمه‌ای میان ۳۶۰ هزار تا ۱۰.۸ میلیون اریاری (۸۰ تا ۲۵۰۰ یورو) محکوم شوند، و این مجازات برای مرتکبین تکراری افزایش می‌یابد. تا سال ۲۰۲۰، ماداگاسکار یکی از سیزده کشوری است که به طور کامل سقط جنین را ممنوع کرده است. در عین حال، مراقبت‌های پس از سقط جنین قانونی هستند.
بر اساس نظرسنجی سال ۲۰۲۲ توسط آفربرومتر
، ۹۶٪ مردم ماداگاسکار با قانونی‌سازی سقط جنین تحت درخواست مخالفت می‌کنند، و ۸۵٪ حتی در موارد تجاوز نیز مخالف هستند. با این وجود، ۶۵٪ موافقند که سقط جنین در صورتی که بارداری پرخطر باشد، قانونی شود. کلیسای کاتولیک ماداگاسکار و کلیسای عیسی مسیح در ماداگاسکار کاملاً با سقط جنین مخالفند. ماری فابیان رحاریلمبونیاین، رئیس کنفرانس اسقفی ماداگاسکار، بیان کرده است که زندگی نوزاد مقدس است. کلیسا بر رأی‌دهندگان تأثیر قابل توجهی دارد و سیاستمداران از دست دادن حمایت آن هراس دارند.

## تاریخچه
قانون ماداگاسکار از قانون کیفری فرانسه در سال ۱۸۱۰ به ارث رسیده است. در ۱۵ ژوئن ۱۸۹۸، فرماندار کل ژوزف گالی‌نی فرمانی تحت عنوان «اقدامات متنوع برای افزایش جمعیت در ایمرینا» صادر کرد که سقط جنین را جرم‌انگاری کرد. دولت معتقد بود نرخ سقط جنین در ماداگاسکار بالا بوده زیرا کمبود امکانات پزشکی زنان را از انجام سقط جنین می‌ترساند. گالی‌نی بر این باور بود که این ممنوعیت باعث کاهش مرگ‌ومیر در حین زایمان می‌شود.
در دوره استعمار، دیدگاه‌های مسیحی، از جمله اخلاق جنسی، با تحرک اجتماعی همراه بودند. قانون فرانسه در سال ۱۹۲۰ با هدف افزایش نرخ تولد، جلوگیری از استفاده از وسایل پیشگیری از بارداری و سقط جنین را ممنوع کرد. ماداگاسکار این قانون را تا اصلاح آن در دسامبر ۲۰۱۷ حفظ کرد.

### قرن بیست و یکم
ماداگاسکار در سال ۲۰۰۳ پروتکل ماپوتو را امضا کرد، اما آن را تصویب نکرد. این معاهده حق سقط جنین را تضمین می‌کند. اواخر سال ۲۰۰۷، چندین آژانس‌های سازمان ملل پیشنهاد جرم‌زدایی از سقط جنین را ارائه کردند. کلیسای کاتولیک و رئیس‌جمهور مارک راوالومانانا به نظر می‌رسید مخالفت خود را اعلام کرده‌اند.